# アレクサンダル・ヨヴァノヴィッチ (1992年12月生のサッカー選手)
アレクサンダル・ヨヴァノヴィッチ（セルビア語: Aleksandar Jovanović, Александар Јовановић、発音: [aleksǎːndar jǒʋanoʋitɕ, alěksaːn-, - joʋǎː-]、1992年12月6日 - ）は、セルビアのサッカー選手。セルビア代表。ポジションはGK。

## クラブ歴

### ラド
ニシュに生まれ、FKラドニチュキ・ニシュの下部組織からFKラド・ベオグラードに移った。2009年にトップチームに昇格し2014年まで在籍した。2010年にはFKパリルラツ・ベオグラードに、2011-12シーズンにはFKパリッチに期限付き移籍した。
セルビア・スーペルリーガ初出場となったのはマルコ・ニコリッチ監督時代の2013年3月3日、レッドスター・ベオグラード戦で、フィリップ・クリャイッチがレッドカードで退場したために途中出場した。この後もクリャイッチ、ブラニスラヴ・ダニロヴィッチの控えとして過ごした。2014-15シーズンになるとミラン・ミラノヴィッチ監督が彼を正ゴールキーパーとして起用したが、彼のパフォーマンスの悪さから冬に退団となった。

### ラドニチュキ・ニシュ
FKドニ・スレムに半年在籍し、2015年夏にミラン・ボージャンの後継としてユース時代を過ごしたラドニチュキ・ニシュに加入。18試合で8セーブをし、パルチザン・ベオグラードから興味を持たれた。

### AGF
2016年夏にオーフスGFに4年契約で移籍。移籍後初出場は7月17日に行われた2016-17シーズンの開幕節であった。しかし4節にチームメイトのディノ・ミカノヴィッチと交錯し、頭部を負傷したために戦線を離脱した。2017年5月には423分間無失点という記録をデンマーク・スーペルリーガで樹立した。

### ウエスカ
2018年8月28日に3年契約でリーガ・エスパニョーラのSDウエスカに移籍。

## 代表歴
2016年6月5日のロシア代表との親善試合の際に代表初招集。初出場は同年11月15日のウクライナ代表戦であった。
2018年5月には2018 FIFAワールドカップの予備登録メンバーに入ったが、本登録メンバーからは外れた。